# Aethalopteryx spurrelli
Aethalopteryx spurrelli is een vlinder uit de familie van de Houtboorders (Cossidae). De wetenschappelijke naam van deze soort is voor het eerst gepubliceerd in 2020 door Roman Viktorovitsj Jakovlev.
De spanwijdte bedraagt 36 millimeter.
De soort komt voor in Ghana.